# Ráy tai
Ráy tai (tiếng Anh: earwax, cerumen) là chất thải dạng sáp bài tiết ra từ ống tai người và các loài động vật có vú khác. Nó thường có màu vàng, cam hay xám tùy từng người. Ráy tai có tác dụng bảo vệ lớp da tai mỏng bên trong cũng như kháng nước, khuẩn, nấm hay cả côn trùng bò vào trong tai. Một số người có ráy tai khô, có những người khác ráy tai lại ướt.